# Pałac w Niepoględziu
Pałac w Niepoględziu (niem. Schloss Nippoglense, Pałac Puttkamerów) – pałac z drugiej połowy XIX w. lub z początku XX w. we wsi Niepoględzie w województwie pomorskim.

## Historia
W 1773 właścicielami wsi został ród von Zitzewitz i pozostawał w ich posiadaniu do 1883, kiedy Adolf i Mathilde von Zitzewitz zapisali majątek w Niepoględziu Jesco von Puttkamerowi, którego potomkowie zarządzali do 1945. Pałac został wzniesiony w 1864 lub po tej dacie (według dokumentu gminnego na początku XX w.); budowniczym współczesnego pałacu był Adolf von Zitzewitz. Po II wojnie światowej zabudowania trafiły do PGR-u. W latach 50. XX w. w pałacu znajdował się ośrodek kolonijny. Od 1 września 1959 mieściła się w nim szkoła dla dzieci z Niepoględzia i Gałęzowa oraz przedszkole. W 1998 lub 1999 roku budynek przejęli franciszkanie z Gdańska. Od 2000 była tamże szkoła podstawowa z gimnazjum, natomiast od 2005 przedszkole. 
Pałac został wpisany do gminnej ewidencji zabytków gminy Dębnica Kaszubska.

## Architektura
Pałac leży we wschodniej części wsi Niepoględzie, na rozległej polanie, otoczony parkiem krajobrazowym. Pałac ma 30 izb, powierzchnia użytkowa pałacu wynosi 1980 m², a jego kubatura to 6.135 m³. Budowla murowana z cegły, otynkowana, dwuskrzydłowa, pośrodku skrzydeł znajduje się ośmioboczna wieża.

W sali reprezentacyjnej znajduje się neobarokowy kominek i drzwi ozdobione herbami von Puttkamerów. 

Herb von Zitzewitz
Herb von Puttkamer